# Oceani 3D
Oceani 3D (OceanWorld 3D) è un documentario naturalistico del 2009 realizzato dalla 3D Enternaiment Film, presentato da Jean Michel Cousteau, figlio del celebre esploratore, ambientalista ed oceanografo Jacques-Yves Cousteau.
Scritto dai documentaristi Jean-Jacques Mantello e Francois Mantello (già registi di Sharks 3D, Ocean Wonderland 3D e Dolphins and Whales 3D: Tribes of the Ocean), la Disneynature ne ha acquistato i diritti di distribuzione per il Nord America e il Messico.
Il documentario è stato distribuito nel circuito cinematografico italiano dalla Eagle Pictures a partire dal 30 aprile 2010.
Successivamente, nel 2010, la Disneynature ha prodotto un altro documentario incentrato sugli oceani, intitolato La vita negli oceani e diretto da Jacques Perrin e Jacques Cluzaud.

## Trama
Quasi tre quarti della superficie terrestre è coperta da oceani. Il mare e gli oceani hanno svolto un ruolo cruciale nella storia e nel sostentamento dell'umanità, ma il mondo subacqueo ci riserva ancora molti segreti. Seguendo i fratelli Mantello sotto le onde dell'oceano, il documentario esplora le profondità del mare, mostrando i pericoli e i misteri delle profondità oceaniche e un mondo sottomarino minacciato ed in pericolo, popolato da creature a tratti affascinanti e talvolta un po' inquietanti.
Le scene del documentario esplorano le foreste di alghe (kelp forests) californiane, la Grande barriera corallina in Australia, l'isola di Roca Partida nelle acque del Messico, dimora di centinaia di squali differenti e di numerosi altri animali marini. Vengono mostrati inoltre molti animali comuni che vivono negli oceani, come la manta e i suoi balletti, la solenne processione degli squali martello, la caccia al rallentatore del pesce scorpione, un gruppo di giovani delfini che giocano con un'alga, l'aspetto caratteristico di una "danzatrice spagnola", gli incontri ravvicinati con i più grandi cetacei del pianeta.

## Produzione
Sette anni di lavorazione sono stati necessari per la realizzazione di questo documentario. Sono state effettuate dalle troupe 26 spedizioni sottomarine, tra febbraio 2001 e luglio 2008, girando attraverso i mari e gli oceani di tutto il mondo.
Le spedizioni:
- Bahamas (4)
- Messico (3)
- Stati Uniti d'America (3)
- Azzorre (3)
- Polinesia Francese (2)
- Australia (2)
- Tonga (2)
- Sudafrica (1)
- Colombia (1)
- Egitto (1)
- Mozambico (1)
- Canada (1)
- Nuova Zelanda (1)
- Argentina (1)

Un totale di 1500 ore di riprese subacquee sono state realizzate con le più recenti tecnologie sottomarine, di cui solo 200 sono state scelte per realizzare il montaggio di questo documentario.
In Italia il film viene distribuito dalla Eagle Pictures.

## Voci narranti
Nell'edizione italiana del documentario le voci narranti sono di Aldo, Giovanni e Giacomo, che hanno generato polemiche da parte della critica in quanto con le loro battute irriverenti trasformano il documentario in un film a tratti umoristico e d'intrattenimento, facendone perdere in parte il senso originale, che mirava ad illustrare la vita di animali marini a rischio di estinzione.

## Edizioni home video
Il Blu-ray del film, uscito a settembre 2010 insieme all'edizione in DVD, presenta, per la prima volta in Italia per un prodotto non di animazione, la possibilità di visionare il documentario in Real 3D.
La versione in DVD e Blu-ray offre la possibilità di visionare il documentario con le voci del trio Aldo, Giovanni e Giacomo o con la voce narrante di Claudia Catani, in stile più strettamente documentaristico.